# Chvatěruby
Chvatěruby jsou obec v okrese Mělník ve Středočeském kraji. Rozkládají se asi sedmnáct kilometrů jihozápadně od Mělníka a tři kilometry východně od města Kralupy nad Vltavou. Žije zde 572 obyvatel.

## Historie
První historická zmínka o Chvatěrubech byla zaznamenána roku 1141, kdy Ida, příbuzná knížete a krále Vladislava II., věnovala Chvatěruby doksanskému klášteru.

### Územněsprávní začlenění
Dějiny územněsprávního začleňování zahrnují období od roku 1850 do současnosti. V chronologickém přehledu je uvedena územně administrativní příslušnost obce v roce, kdy ke změně došlo:
- 1850 země česká, kraj Praha, politický okres Slaný, soudní okres Velvary[4]
- 1855 země česká, kraj Praha, soudní okres Velvary
- 1868 země česká, kraj Praha, politický okres Slaný, soudní okres Velvary
- 1912 země česká, kraj Praha, politický okres Slaný, soudní okres Kralupy nad Vltavou[5]
- 1913 země česká, kraj Praha, politický i soudní okres Kralupy nad Vltavou[6]
- 1939 země česká, Oberlandrat Mělník, politický i soudní okres Kralupy nad Vltavou[7]
- 1942 země česká, Oberlandrat Praha, politický okres Roudnice nad Labem, soudní okres Kralupy nad Vltavou[8]
- 1945 země česká, správní i soudní okres Kralupy nad Vltavou[9]
- 1949 Pražský kraj, okres Kralupy nad Vltavou[10]
- 1960 Středočeský kraj, okres Mělník
- 2003 Středočeský kraj, okres Mělník, obec s rozšířenou působností Kralupy nad Vltavou

### Rok 1932
V obci Chvatěruby (566 obyvatel, četnická stanice, katol. kostel) byly v roce 1932 evidovány tyto živnosti a obchody: 3 hostince, kolář, konsumní spolek Svépomoc, kovář, obuvník, obchod s lahvovým pivem, 5 rolníků, řezník, 2 obchody se smíšeným zbožím, 2 trafiky, velkostatek Matějovský.

## Pamětihodnosti
- Zámek Chvatěruby
- Kostel svatého Petra a Pavla
- Krucifix, v západní části hřbitova
- Socha svatého Jana Nepomuckého

## Doprava
Dopravní síť
- Pozemní komunikace – Do obce vedou silnice III. třídy.
- Železnice – Obec Chvatěruby leží na železniční trati 092 Neratovice – Kralupy nad Vltavou. Jedná se o jednokolejnou celostátní trať, doprava byla zahájena roku 1865.

Veřejná doprava 2012
- Autobusová doprava – V obci měly zastávky autobusová linka PID 370 Praha, Kobylisy – Kralupy nad Vltavou (v pracovních dnech 10 spojů, o víkendech 5 spojů) a příměstská autobusová linka Kralupy nad Vltavou – Odolena Voda – Újezdec (v pracovních dnech 4 spoje) (dopravce ČSAD Střední Čechy, a. s.).
- Železniční doprava – V železniční stanici Chvatěruby zastavovalo v pracovních dnech 13 osobních vlaků, o víkendech 9 osobních vlaků.

## Turistika
- Cyklistika – Obcí vede Vltavská pravobřežní cyklotrasa.
- Pěší turistika – Územím obce vede turistická trasa  Praha – Řež – Chvatěruby – Kralupy nad Vltavou.